# William Herald
William „Billy“ Sharp Hannah Herald (* 28. April 1900 in Glebe, New South Wales; † 13. Februar 1976 in Sydney, New South Wales) war ein australischer Schwimmer. Er gewann eine olympische Silbermedaille.

## Leben
William Herald schwamm für den Manly Swimming Club im gleichnamigen Stadtteil von Sydney. Seinen einzigen australischen Meistertitel gewann er 1922 über 100 Yards Freistil.
Bei den Olympischen Spielen 1920 in Antwerpen trat Herald in zwei Wettbewerben an. Über 100 Meter Freistil erreichte Herald als einziger Australier das Finale, in dem außer ihm vier Schwimmer aus den Vereinigten Staaten am Start waren. Herald wurde Fünfter, legte aber Protest wegen Behinderung durch Norman Ross ein. Bei der zweiten Austragung fünf Tage später gab es den gleichen Einlauf wie beim ersten Mal, nur dass der disqualifizierte Ross nicht dabei war. Herald wurde Vierter hinter Duke Kahanamoku, Pua Kealoha und Bill Harris, der das Ziel 0,8 Sekunden vor Herald erreichte. Eine halbe Stunde nach der Wiederholung des 100-Meter-Finales wurde der Endlauf in der 4-mal-200-Meter-Freistilstaffel ausgetragen. Harry Hay, William Herald, Ivan Stedman und Frank Beaurepaire erreichten das Ziel 21 Sekunden hinter der Staffel aus den Vereinigten Staaten, hatten aber ihrerseits zwölf Sekunden Vorsprung auf die drittplatzierten Briten. Im Vorlauf war für Beaurepaire Keith Kirkland geschwommen.
Herald sollte auch bei den Olympischen Spielen 1924 in Paris starten, wurde aber von seinem Arbeitgeber, einer Bank, nicht für die lange Reise nach Europa freigestellt. Von 1940 bis 1945 diente Herald im Zweiten Weltkrieg im Gardebataillon beim australischen Hauptquartier. Nach dem Krieg kehrte er zu seiner Bank zurück, für die er dann an den verschiedensten Standorten tätig war. Mit seinem Eintritt in den Ruhestand kehrte er nach Sydney zurück.